# Madden NFL 2002
Madden NFL 2002 est un jeu vidéo de football américain sorti en 2001 et fonctionne sur PlayStation, PlayStation 2, Nintendo 64, Windows, Xbox, GameCube, Game Boy Color et Game Boy Advance. Le jeu a été développé et édité par Electronic Arts.
Le jeu fait partie de la série Madden NFL.

## Accueil
- Jeuxvideo.com : 16/20 (PS2)[1]